# Vjačeslavs Kudrjavcevs
Vjačeslavs Kudrjavcevs (Riga, Letonia, 30 de marzo de 1999) es un futbolista internacional letón que juega de portero en el FK Ventspils de la Virsliga letona.

## Carrera
Kudrjavcevs comenzó en las categorías de fútbol base del FK Tukums 2000 de la ciudad letona de Tukums, jugando en la cantera de esa misma entidad hasta 2014, año en el que es traspasado al FC Jūrmala. Tras dos partidos disputados en la categoría inferior del club, ficha por el SK Babīte de la Primera Liga de Letonia. En 2017 firma por el Riga Football Club de la capital letona, marchándose en el mercado de invierno de esa misma temporada al Legia de Varsovia de Polonia como agente libre, uniéndose al club en la pretemporada que estaba realizando en los Estados Unidos con motivo de la Florida Cup 2018. En enero de 2019 finalizaría su contrato con la entidad polaca, fichando en el mismo mercado de invierno por el FK Ventspils de la Virsliga letona. Ha sido internacional con varias categorías inferiores de la selección de fútbol de Letonia.